# HeroQuest II: Legacy of Sorasil
HeroQuest II: Legacy of Sorasil est un jeu vidéo de rôle développé et édité par Gremlin Graphics, sorti en 1994 sur Amiga et Amiga CD32.
Il fait suite à HeroQuest.

## Accueil
- CU Amiga : 83 %[1]